# Ryerson Image Centre
Das Ryerson Image Centre (früher Ryerson Gallery and Research Centre) ist ein Institut in Toronto, das sich vornehmlich der Fotografie widmet. Das Image Centre verfügt über Ausstellungsräume, betreut Sammlungen und widmet sich der Forschung.

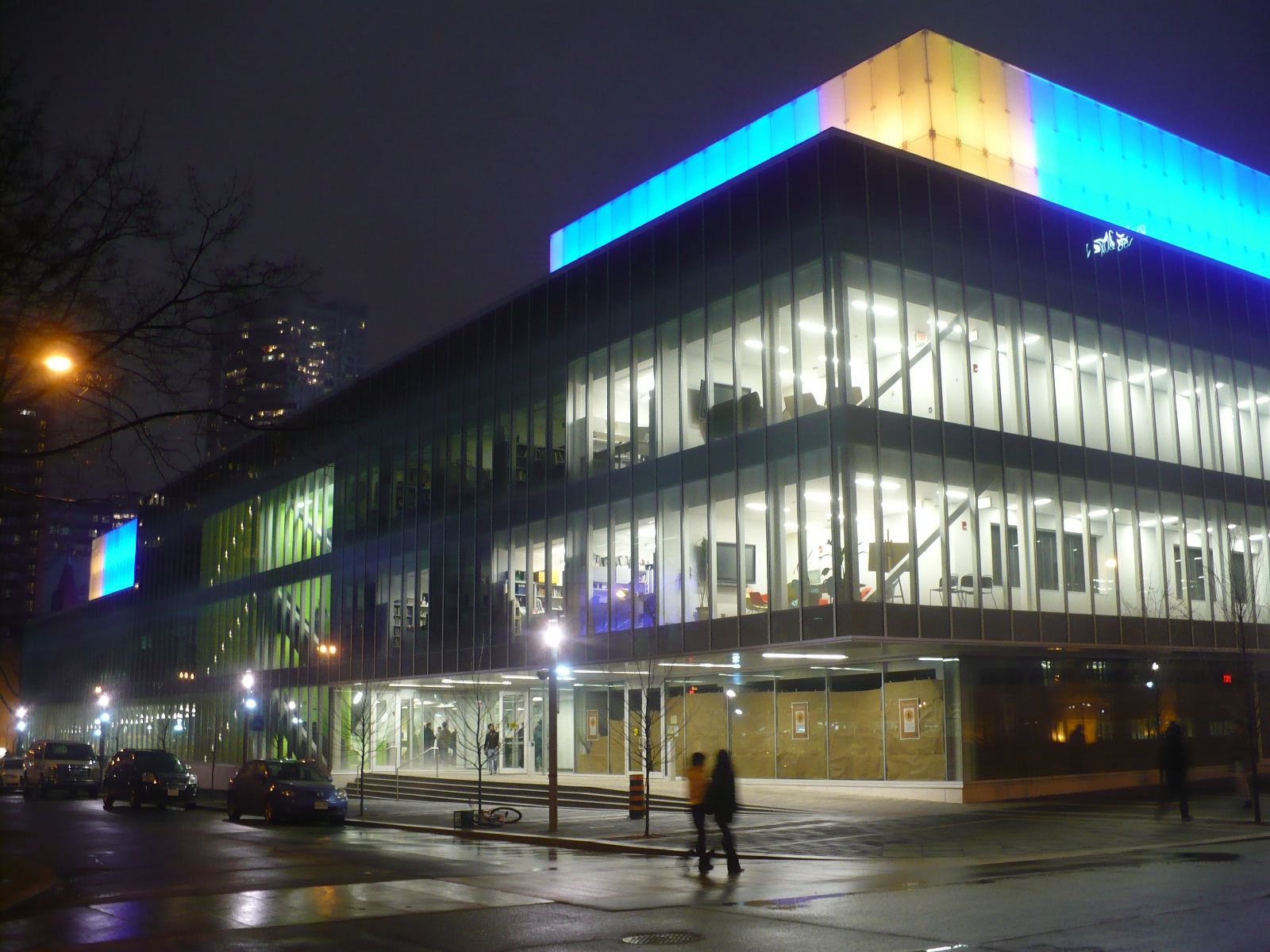
Eingang Bond Street

## Geschichte
Die Galerie wurde im September 2012 eröffnet.